# J. Michael Muro
J. Michael Muro – amerykański operator filmowy, nominowany do nagrody BAFTA w 2006 roku, za film Miasto gniewu.

## Filmografia
- 2008: Traitor
- 2006: Flicka
- 2005: Życie na wrotkach
- 2004: Miasto gniewu
- 2003: Bezprawie